# Sásánovská říše
Sásánovská neboli také Novoperská říše, vlastním názvem Ērānšahr neboli Říše Íránců (středopersky 𐭠𐭩𐭥𐭠𐭭𐭱𐭲𐭥𐭩), byl rozsáhlý státní útvar nacházející se v oblastech Středního východu, jeho centrum se rozkládalo zhruba na území dnešního Iráku a Íránu. Je pojmenován dle své vládnoucí dynastie Sásánovců, která byla odhodlána navázat na odkaz starověké Achaimenovské říše. Na Západě je Sásánovská Persie známá především jako jeden z největších nepřátel Říma a později Byzance, jelikož v bojích s Peršany padli dva nebo tři římští císaři a jeden byl zajat.

## Historie

### Před Sásánovci
Po dobytí achaimenovské říše Alexandrem Velikým (336–323 př. n. l.) a následné vládě makedonských Seleukovců se většiny Předního východu zmocnili během sto let (cca 240–140 př. n. l.) Parthové, skythský národ, obývající původně oblast Střední Asie a živící se chovem dobytka a loupežením. Nově vzniklá Parthská říše se stala významným protihráčem dalšího mocného státního útvaru, který se v téže době konstituoval: Římské říše. Ta nejpozději od druhé poloviny 1. století př. n. l. kontrolovala část někdejších achaimenovských držav, především Malou Asii, Sýrii a Egypt. Hranice mezi parthskou říší a římským impériem se po četných válkách ustálila v 1. století n. l. na středním Eufratu a ani dočasné Traianovy výboje v Mezopotámii (114–117 n. l.) na tom mnoho nezměnily.

### Krize a zánik parthské říše, nástup Sásánovců

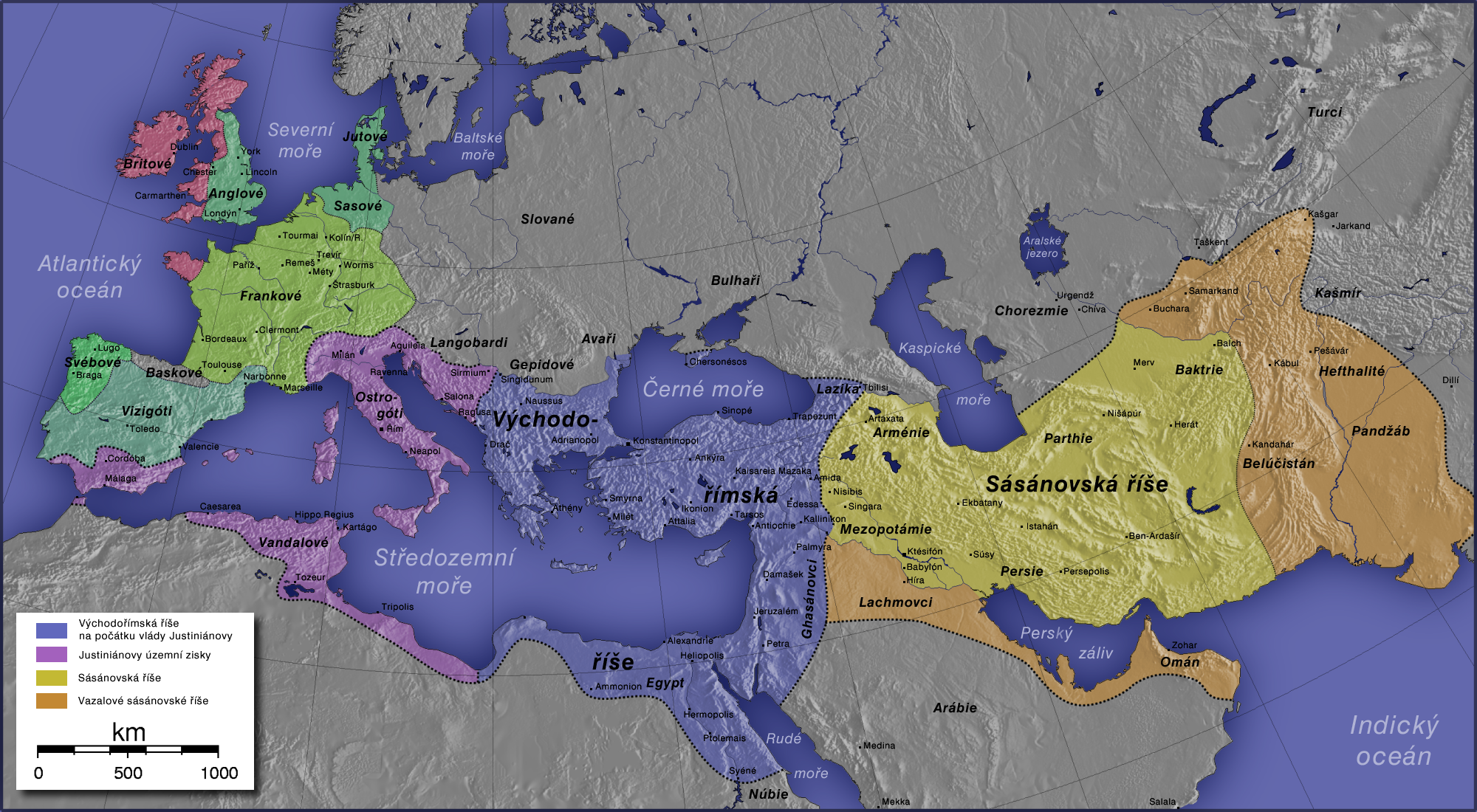
Evropa a Blízký východ (527–565), Sásánovská říše (žlutě) se spojenci (oranžově)

V prvních desetiletích 3. století procházel parthský stát závažnou krizí, k níž přispěly jednak dlouholeté války s Římem, jednak rozbroje uvnitř vládnoucího rodu Arsakovců. Tohoto oslabení ústřední vlády využil jeden z lokálních vládců v Persidě, stachrský král Ardašír, jenž s nesmírnou energií zahájil expanzi proti jednotlivým vazalům Parthů v Íránu. Po několikaletém zápasu se mu podařilo dobýt v letech 224–228 celé teritorium parthské monarchie a nechat se v jejím hlavním městě Ktésifóntu korunovat na krále králů. Nastala éra novoperské říše Sásánovců, jež měla trvat více než čtyři sta let.
Na rozdíl od achaimenovské říše, jež vznikla dobytím starších státních útvarů, stojících mnohdy na vyšší kulturní úrovni než „kmenové“ území Peršanů (jako příklad mohou sloužit Babylonie a Egypt), povstala sásánovská monarchie expanzí vnitřní, kdy lokální dynastie z Persidy postupně ovládla již existující stát (parthskou říši). Z tohoto důvodu musely v sásánovském státě působit mnohem silněji prvky kontinuity, než tomu bylo v případě říše Achaimenovců. Hlavní rozdíly mezi sásánovským a parthským obdobím spočívaly jednak v oblasti náboženství, jednak ve vztahu k sousednímu římskému impériu na Západě; vnitřní struktura byla převratem dotčena podstatně méně.

### Zánik

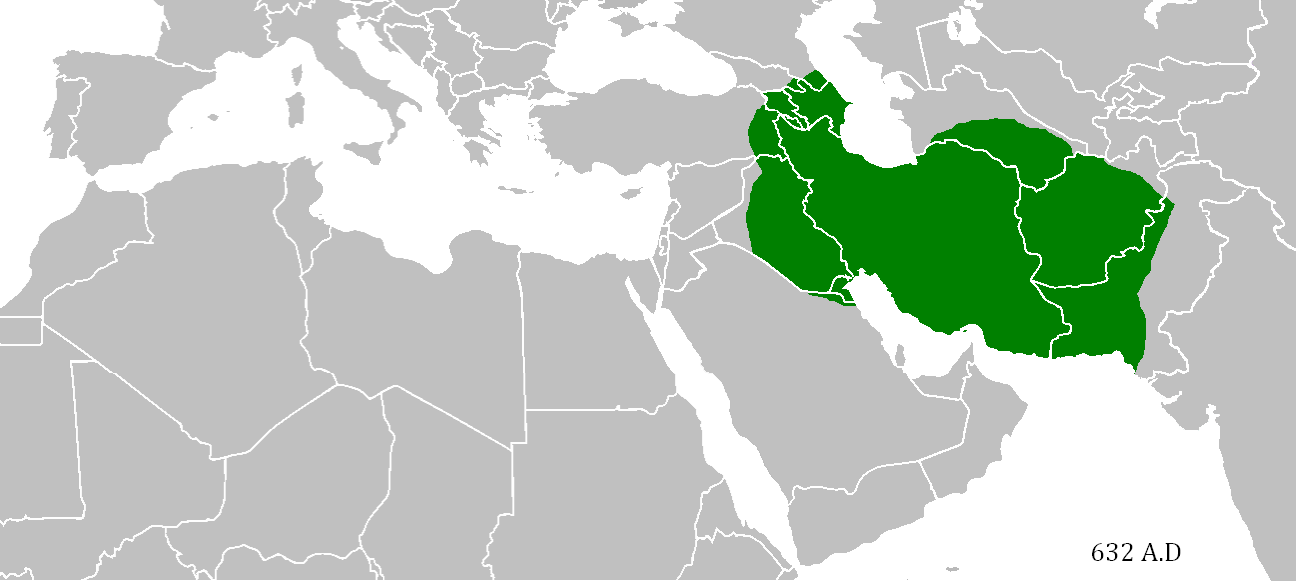
Sásánovská říše v roce 632

Sásánovská říše byla spolu s říší římskou a později byzantskou nespornou velmocí soudobého světa a teprve expanze sjednocených arabských kmenů ve třicátých a čtyřicátých letech 7. století způsobila její nečekaně rychlý zánik. Nastala éra muslimského Íránu, politicky pak epocha multietnického arabského chalífátu, rozkládajícího se v době svého největšího rozsahu od Španělska až po hranice Indie.

## Stát

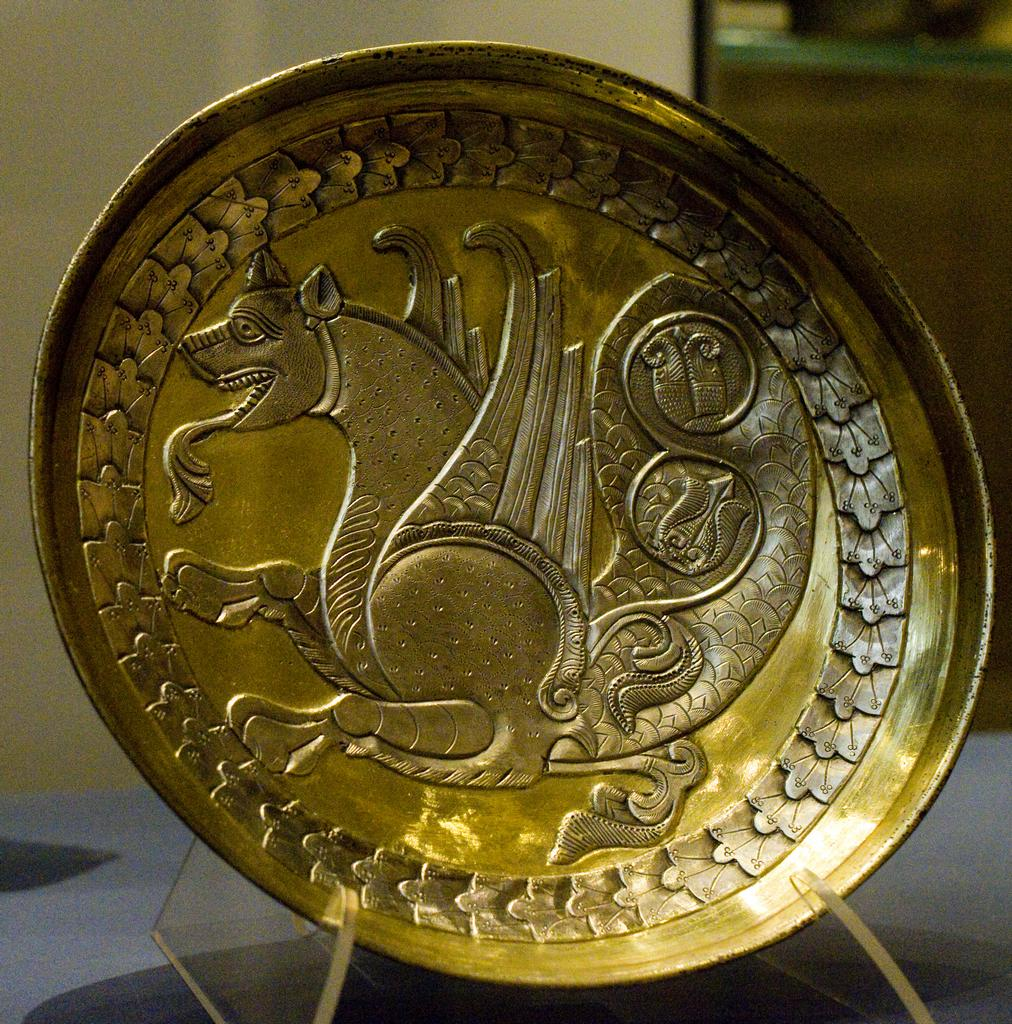
Stříbrný talíř s mytickým Símurgem, který byl královským symbolem

Korunovačním městem a centrem správy zůstal i za Sásánovců Ktésifón v Mezopotámii, přejmenovaný k poctě zakladatele dynastie na Veh-Ardašír (Ardašír je výborný). Říši stejně jako za Parthů tvořila rozsáhlá královská doména rozdělená na satrapie (středopersky šahr), značně autonomní državy velmožů (v nichž král například nemohl zakládat města) a polonezávislá vazalská království, seskupená hlavně v periferních oblastech. Co do rozsahu byla novoperská říše mnohem menší než její achaimenovská předchůdkyně – patřila k ní vedle vlastního Íránu už jen celá Mezopotámie, dále části Turkmenistánu, Afghánistánu, Pákistánu a Ománu a od 6. století i značný díl Jemenu. Za Husrava II. se Peršané zmocnili na úkor Byzance ještě Egypta, Sýrie a většiny Malé Asie, tyto výboje však neměly dlouhého trvání.

## Král králů

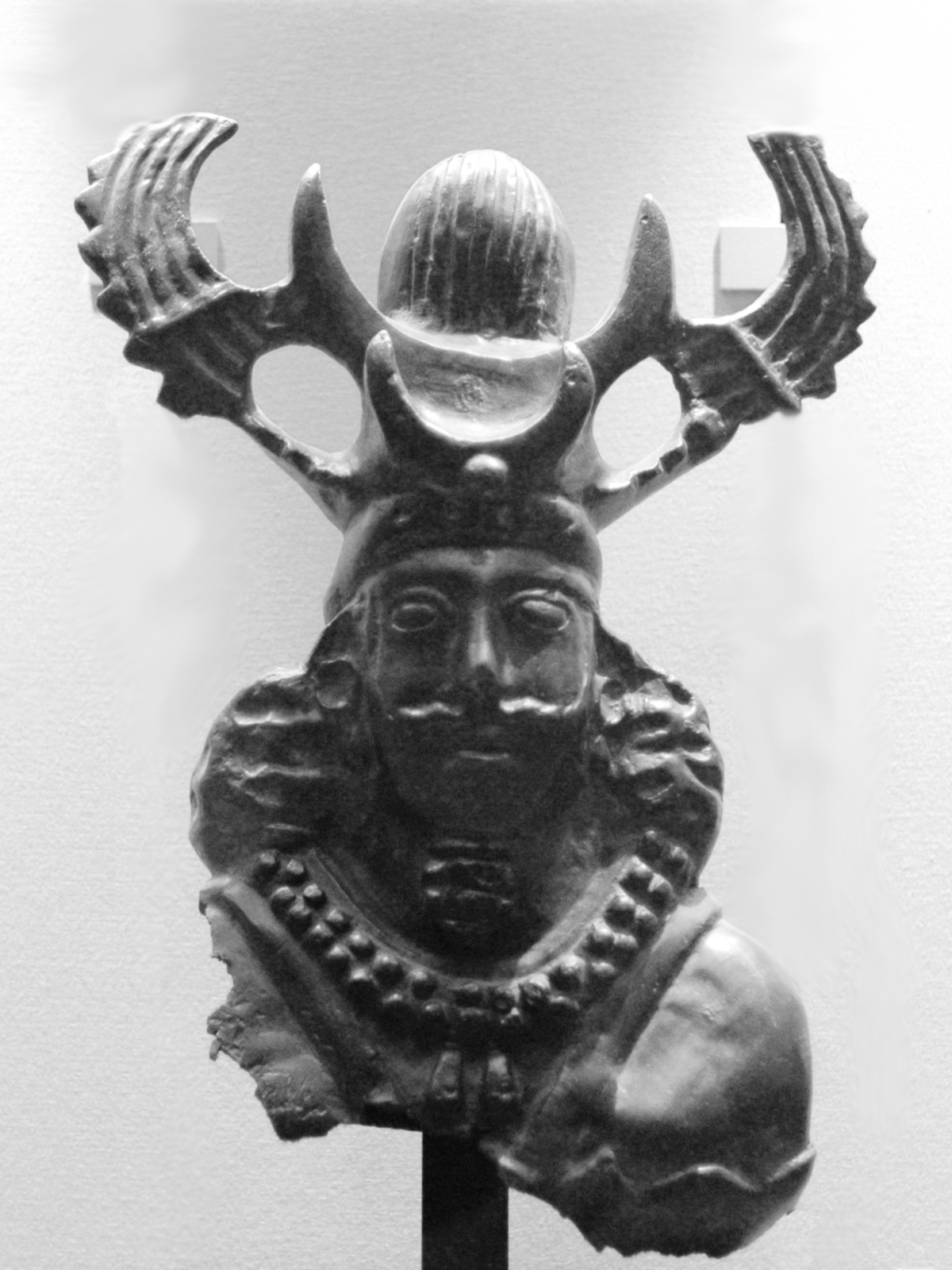
Busta velkokrále v Louvru

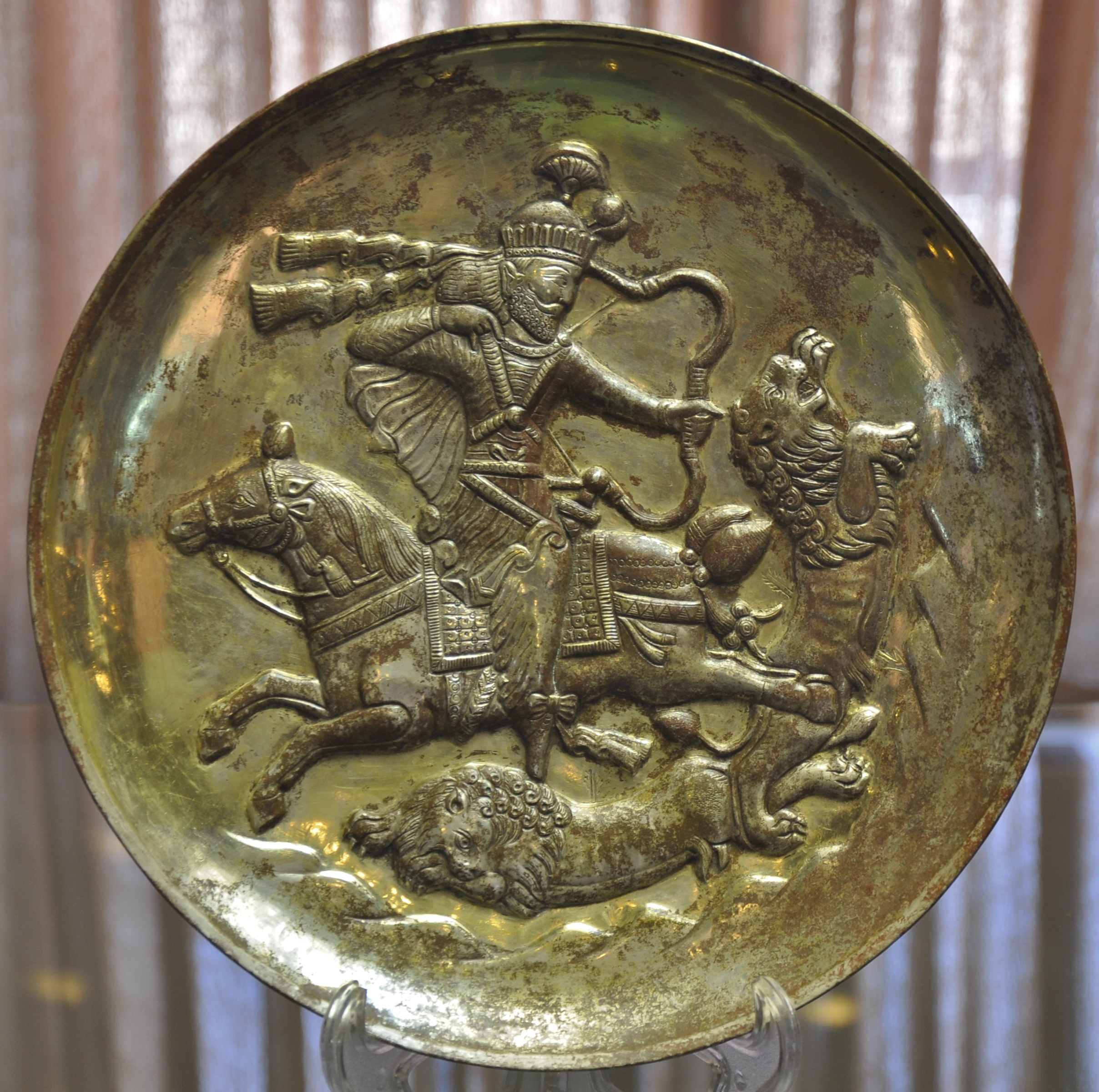
Talíř s velkokrálem, Ázerbájdžánské muzeum v Tabrízu

Teoreticky byl sásánovský velkokrál absolutním vládcem nad všemi obyvateli monarchie, v praxi jeho moc omezovaly vlivné velmožské rody (zčásti parthského původu) a zarathuštrovské kněžstvo v čele s nejvyšším móbadem (vrchním mágem). Snaha krále Husrava I. zformovat novou šlechtickou vrstvu, která by tolik neohrožovala panovnickou moc, byla sice ve své době úspěšná, natrvalo však závislost králů na velmožích neodstranila. Z nápisů a zmínek v kronikách známe názvy četných úřadů státní správy, od vezíra (vazurg-framádár) přes satrapu (šahrab) až po vrchního písaře (dibírbed) a velitele tělesné stráže (hazáruft).

## Vojsko

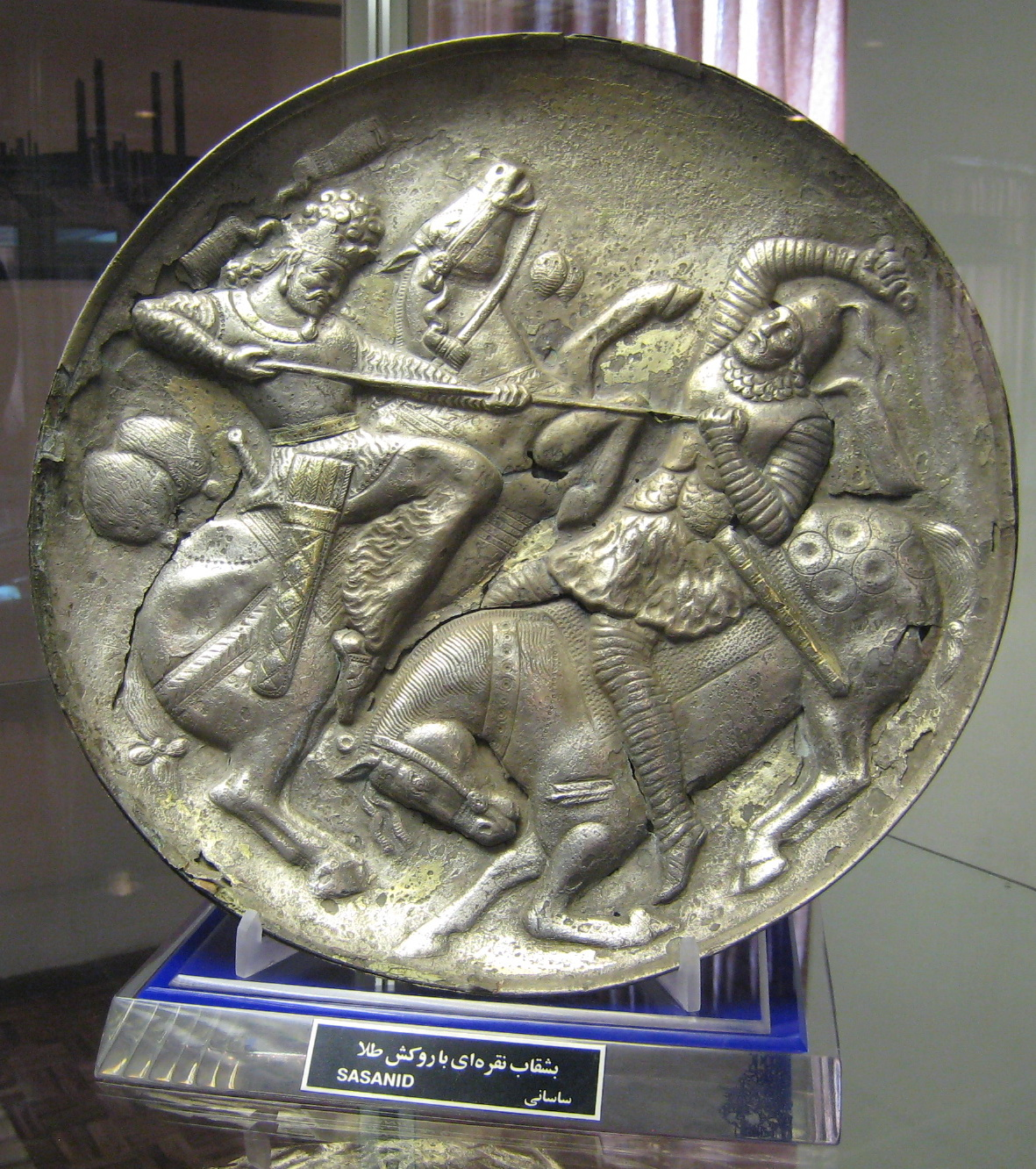
Stříbrný talíř zobrazující souboj dvou šlechticů

Jádrem sásánovské armády byla těžká jízda, ale pochopitelně existovaly i pěší kontingenty, ačkoli o nich není známo tolik jako o kavalerii. Celkový počet armádních sborů mohl i s jednotkami vazalů a spojenců dosahovat 100 000 mužů, přesná čísla však lze jen velmi těžko stanovit. Pokud jde o organizaci, bylo celé vojenství založeno na desítkovém systému – oddíl měl sto bojovníků, deset oddílů tvořilo jednotku a deset jednotek armádu o 10 000 mužích. Vrchní velitel měl titul spáhbed, velitelem kavalerie byl aspbed. Mezi úspěchy sásánovské armády patří např. zajetí římského císaře Valeriana roku 260 n. l.

## Náboženství

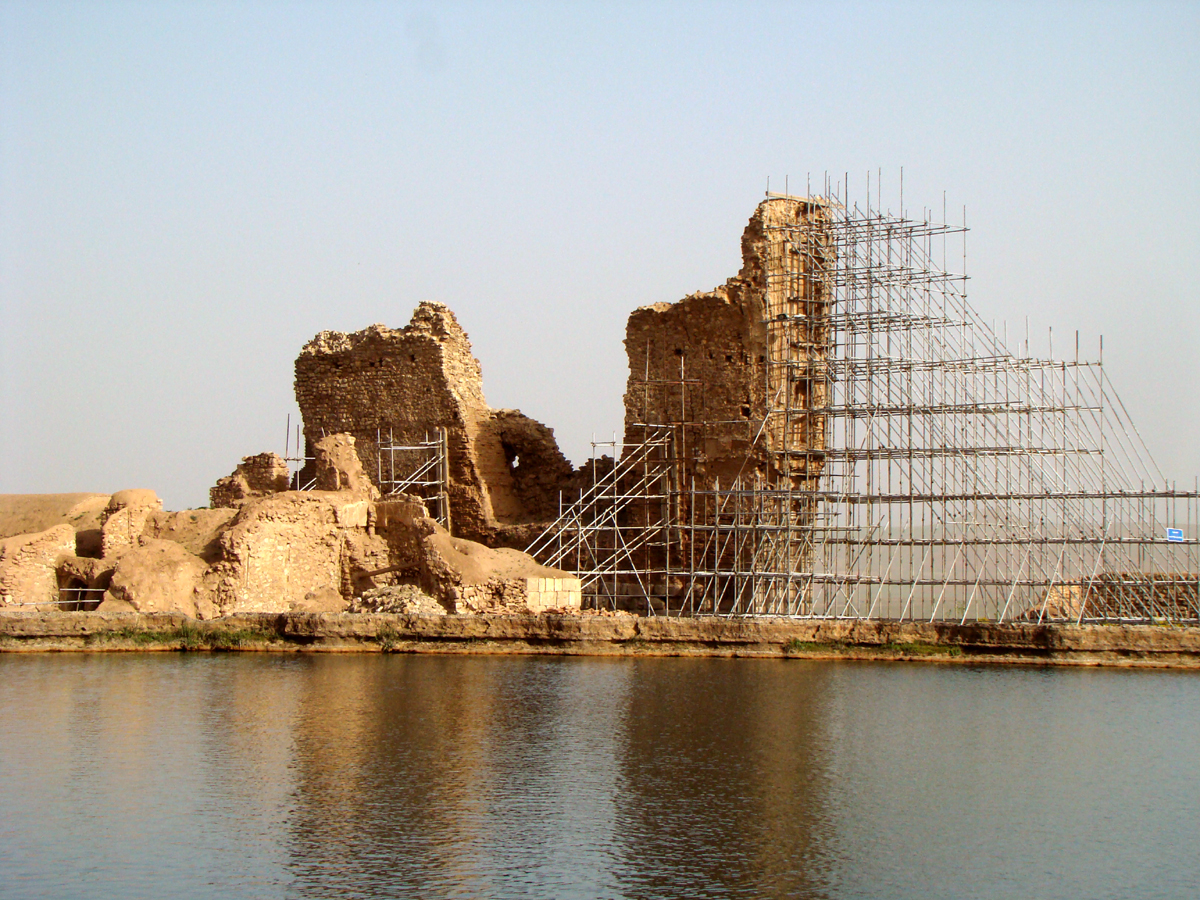
Ruiny jednoho ze tří hlavních zoroastriánských chrámů v lokalitě Tacht-e Sulejmán

Z náboženského hlediska byl sásánovský stát mnohem méně tolerantní nežli stát parthský či dokonce achaimenovský. Již od 3. století docházelo stále ke konfliktům mezi zoroastriánským kněžstvem, podporovaným králem, a jinověrci, především křesťany. Důvodem byla určitá institucionalizace zoroastrismu (vznik strukturované hierarchie, od prostých mágů až po nejvyššího móbada) a prosazení křesťanské víry v sousední římské říši, jejíž vladaři se pokládali za hlavu všech křesťanů (caesaropapismus). Pronásledování a diskriminace ustaly v Persii až v druhé polovině 5. století, kdy se křesťanští poddaní velkokrále dostali do schizmatu s konstantinopolskou ortodoxií (nestoriánství) a Sásánovci tak získali „svou vlastní“ církev, nezávislou na Římě. Dalším rozšířenou skupinou byli manicheisté, kteří byli zarathuštristy považováni za odpadlíky od většinového zoroastrismu a stali se pronásledovaným náboženstvím. Za vlády velkokrále Bahráma I. byl popraven prorok Mání, který byl zakladatelem tohoto náboženství. Po jeho smrti se manicheismus stal populárním zejména v jazykových oblastech aramejštiny. Říše se také otřásala nepokoji revolučního náboženského hnutí mazdakistů, v jehož učení se odrážely různé filozoficko-náboženské představy, od manicheismu a gnóze až po zoroastrismus. Hlavními konkurenty státního zoroastrismu v oblastech Baktrie a Margiány se staly buddhismus a hinduismus. Naopak dobré vztahy měli sásánovští králové s Židy.